# Lucy Davis (ryttare)
Lucy Davis, född den 22 oktober 1992 i Los Angeles, Kalifornien, är en amerikansk ryttare.
Hon tog OS-silver i lagtävlingen i hoppning i samband med de olympiska tävlingarna i ridsport 2016 i Rio de Janeiro.